# Provincia Mostaganem
Provincia Mostaganem (în arabă ولاية مستغانم‎) este o unitate administrativă de gradul I (wilaya) a Algeriei. Reședința sa este orașul Mostaganem.